# Сенале-Сан-Феліче
Сенале-Сан-Феліче (італ. Senale-San Felice) — муніципалітет в Італії, у регіоні Трентіно-Альто-Адідже,  провінція Больцано.
Сенале-Сан-Феліче розташоване на відстані близько 530 км на північ від Рима, 50 км на північ від Тренто, 18 км на захід від Больцано.
Населення — 773 особи (2014).

## Демографія
Населення за роками:

Станом на 1 січня 2023 року в муніципалітеті офіційно проживало 19 іноземців з 9 країн, серед них 5 громадян країн Євросоюзу та 2 громадяни України.

## Сусідні муніципалітети
- Апп'яно-сулла-Страда-дель-Віно
- Кастельфондо
- Фондо
- Наллес
- Сан-Панкраціо
- Тезімо